# Aeropuerto Nacional Andrés Sabella Gálvez
Aeropuerto Nacional Andrés Sabella Gálvez (vroeger Luchthaven Cerro Moreno) is een luchthaven gelegen 10 kilometer ten noorden van de Chileense stad Antofagasta.
Op 12 december 1948 stortte een Douglas DC-4/C-54A-5-DC van Peruvian International Airways (vliegtuigregistratie OB-SAF-175) neer tijdens de landing op Antofagasta Airport (Chili) en brandde uit. Alle zes (of acht?) inzittenden, twee bemanningsleden en vier passagiers, overleefden het ongeval.